# Saint-Aubin-sur-Loire
Saint-Aubin-sur-Loire ist eine französische Gemeinde mit 267 Einwohnern (Stand 1. Januar 2022) im Département Saône-et-Loire in der Region Bourgogne-Franche-Comté. Sie gehört zum Arrondissement Charolles und zum Kanton Digoin.

## Bevölkerungsentwicklung
- 1962: 388
- 1968: 398
- 1975: 358
- 1982: 370
- 1990: 331
- 1999: 323
- 2006: 310

## Sehenswürdigkeiten
- Kirche St-Aubin, erbaut ab dem 12. Jahrhundert
- Schloss, erbaut 1777

## Weblinks

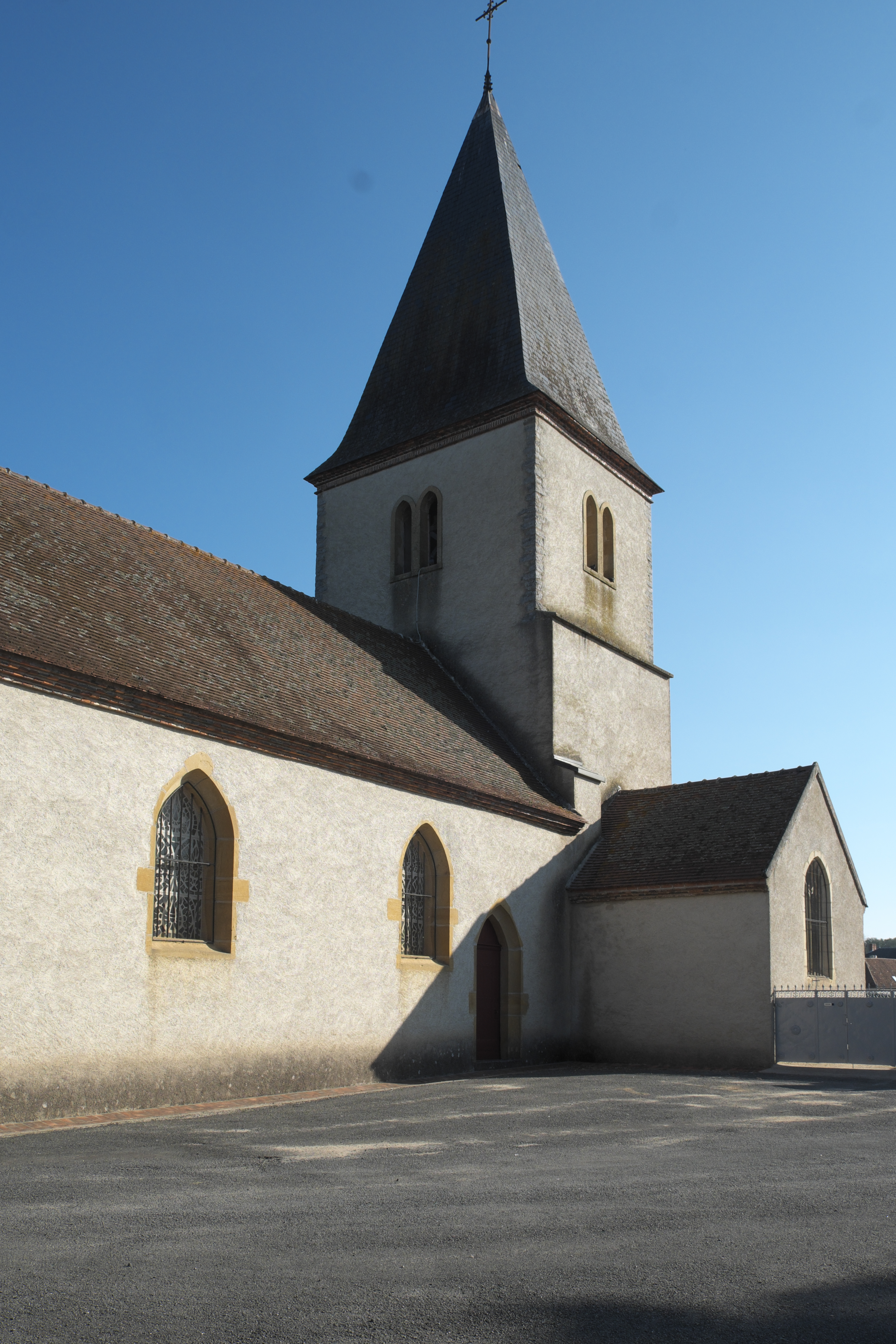
Kirche St-Aubin